# Venera 8
Venera 8 (ru. Венера-8) (oznaka proizvođača: 3V (V-72)) je bila svemirska sonda sovjetskog programa Venera za istraživanje Venere.
Venera 8 je bila Venerina atmosferska sonda i lander. Sadržavala je instrumente za mjerenje temperature, pritiska te svjetlosne senzore, kao i visinomjer, spektrometar gama-zraka, analizator plina te radio odašiljače. Letjelici je trebalo 117 dana da dođe do Venere s jednom korekcijom smjera 6. travnja 1972., odvajajući se od busa (koji je sadržavao detektor kozmičkih zraka, detektor solarnih vjetrova i ultraljubičasti spektrometar) te ulazeći u atmosferu 22. srpnja 1972. u 08:37 UT. Rashladni sustav na busu je korišten kako bi se unaprijed ohladila unutrašnjost silazne kapsule prije atmosferskog ulaska, produžujući joj životni vijek na površini. Silazna brzina je spuštena s 41 696 km/h na oko 900 km/h pomoću aerobrakinga. Padobran promjera 2.5 metara se otvorio na visini od 60 km.
Venera 8 je odašiljala podatke tijekom spusta. Oštro smanjenje osvjetljenja je zabilježeno na 25 do 30 km visine i brzine vjetrova manje od 1 km/s su izmjerene ispod 10 km. Venera 8 je sletjela u 09:32 UT u, kako se sada zove, regiju Vasilisa, unutar 150 km radijusa oko 10°42′ S, 335°15′ I, pod sunčevom svjetlošću, oko 500 km od sumračnice. Masa landera je iznosila 495 kg. 50 minuta je nastavio slati podatke, 11 sekundi nakon slijetanja prije nego što je zatajio zbog ekstremnih površinskih uvjeta. Sonda je potvrdila ranije podatke o visokoj temperaturi i tlaku Venere (470 °C, 90 atmosfera) koje je odaslala Venera 7 te je također izmjerila razinu osvjetljenja kao pogodnu za fotografiranje površine, slična razini osvjetljenja na Zemlji tijekom oblačnog dana s vidljivosti od približno 1 km.
Mjerenja fotometra Venere 8 su po prvi put pokazala da Venerini oblaci završavaju na visokim visinama te da je atmosfera relativno čista od tamo pa sve do površine dolje. Spektrometar gama-zraka je izmjerio omjer urana/torija/kalija na površinskim stijenama, ukazujući da su slične granitu.

## Eksperimenti tereta
- Senzori temperature i tlaka - ITD
- Brzinomjer - DOU-1M
- Fotometri - IOV-72
- Analizator amonijaka - IAV-72
- Spektrometar gama-zraka - GS-4
- Radarski visinomjer
- Radio Doppler eksperiment

## Vanjske poveznice
- Plumbing the Atmosphere of Venus
- Venera 8 NASA NSSDC Master Catalog Data